# Torrealvilla
Torrealvilla es una pedanía del municipio de Lorca, en la Región de Murcia, España. Se sitúa a 11 km al norte del núcleo urbano de Lorca. Limita por el Norte con la pedanía de Zarzadilla de Totana, por el Oeste con la pedanía de La Paca y Zarcilla de Ramos, por el Este con el municipio de Aledo, y por el sur con las pedanías de Río y Barranco Hondo. Actualmente la mayoría de la población, que no llega al centenar de habitantes, habita en el núcleo de Zúñiga. 
Una amplia superficie cubierta de cereales y de almendros constituye el territorio de esta diputación que se sitúa a unos 11 km de Lorca, por la carretera de Caravaca en primer lugar y por la de Zarzadilla de Totana después. Su escasa población vive concentrada en el núcleo de Zúñiga. Como actividad económica distinta de la agricultura y la ganadería aparece algún artesano textil. 
Datos de Interés:
N.º de habitantes: 48
km²: 77.259
Parajes y Lugares:
Las Cañada
Chorrillo
Los Raspejos
Los Tiemblos
Sallavera
Zúñiga y La Juncosa
Cementerio
Cerdá 
ERMITA DE TORREALVILLA - TORRALBA
Detallamos los antecedentes históricos que hemos encontrado sobre estas Ermitas, en diferentes archivos:
OBISPADO DE CARTAGENA- MURCIA.- 
```
 Libro de Mandatos de 1.743. Reseña de la visita de D. Ignacio de ECHENIQUE y HERRERA. Se hace constar que la ERMITA DE TORREALVILLA, propia de los vecinos, tiene un frontal de indiana roto, siendo así que dicha Ermita tiene 1.222 reales en poder del Diputado Antonio León.
```

En la carpeta de Órdenes Pastorales del 22-8-1.816, enviada a los Párrocos de Lorca, D. Francisco Tevar Cisneros, Cura propio de San Patricio de Lorca, expone lo siguiente: “La Ermita de Torrealvilla, a legua y media de distancia, está en buen estado, siendo atendida por el mismo Capellán que la Ermita de TORRALBA, la que se encuentra a dos leguas de distancia de la ciudad de Lorca. Su edificio, aunque algo deteriorado, no está ruinoso”.
ERMITA DE TORRALBA
En el folio 142 del libro de TOMAS DE RAZÓN DE HIPOTECAS, correspondiente al año 1.831, aparece la venta de la finca TORRALBA, el día 20 de octubre de dicho año, la que está compuesta de 500 fanegas de tierra de secano, 30 de riego y 5 de Olivar, con Casa-Cortijo y ERMITA, la cual fue arrendada por 6 años por D. José Saura, y vecino de Beniel, en concepto de Notario y Apoderado del Ilmo. Sr. D. Gil Antonio RODRIGUEZ de Junteron y Vergara, antes Pascual del Povil, Marqués de Beniel y Peña Cerrada, a Juana OLIVA, Viuda en segundas nupcias de Juan Pedro Miras.
Para su seguridad hipotecó 44 fanegas de tierra en varios trozos.
Es curioso que, siendo esta ermita la capilla más bonita y pintoresca de todo el término municipal lorquino, no fuera reconstruida para el culto después de haber sido expoliada, como la mayoría, durante la Guerra Civil de 1.936.
Primera partida de BAUTISMO de la Iglesia de la Purísima de Torrealvilla de Lorca. De Juana León Finel, hija de Bartolomé León y Salvadora Finel; el sacerdote que la bautizó fue D. Francisco Cerda, con fecha 1 de agosto.
HISTORIA RECIENTE
En el 2004 se restauró la parroquia empleando 2.500 horas, con una duración de 4 meses (del 9 de agosto al 7 de diciembre de 2004).
Se levantó el techo de este templo, en la zona del coro se pusieron vigas y baldillos y se emplearon las mismas lejas anteriores para que no cambiara su aspecto. Se puso cubierta nueva. El convento de las Clarisas se encargó del diseño de la restauración del altar y subvencionó el alumbrado. La mano de obra fue subvencionada por la AA.VV de Torrealvilla y el obispado de Cartagena. La familia de Juan Perán Ramos realizó un donativo de 6.000€, junto con el Excmo. Ayuntamiento de Lorca que subvencionó los materiales y se encargó de colocar la placa conmemorativa en la que se podía leer:  “año 1.743”, haciendo referencia a la primera visita del obispo de Cartagena a ese Santo Lugar.